# Будущность (1860—1861)
«Бу́дущность» — русскоязычная газета, которая издавалась в Лейпциге с 15 сентября 1860 по 31 декабря 1861 год еженедельно. Всего было выпущено 25 номеров. Редактором числился немецкий издатель Густав Бер (нем. Gustav Bär), но фактически основным автором и редактором газеты был князь Петр Долгоруков.
Газета являлась оппозиционным органом, ставящим целью своей борьбы установление в России конституционной монархии. В статье «Программа журнала» (№ 1) Долгоруков заявляет: «Мы не любим ни революций, ни революционеров». Политическая программа газеты подробно излагается в статье Долгорукова «Определение образа правления в России», которая печаталась в № 16—17, 18, 19—20, 21.